# Louis Klemantaski

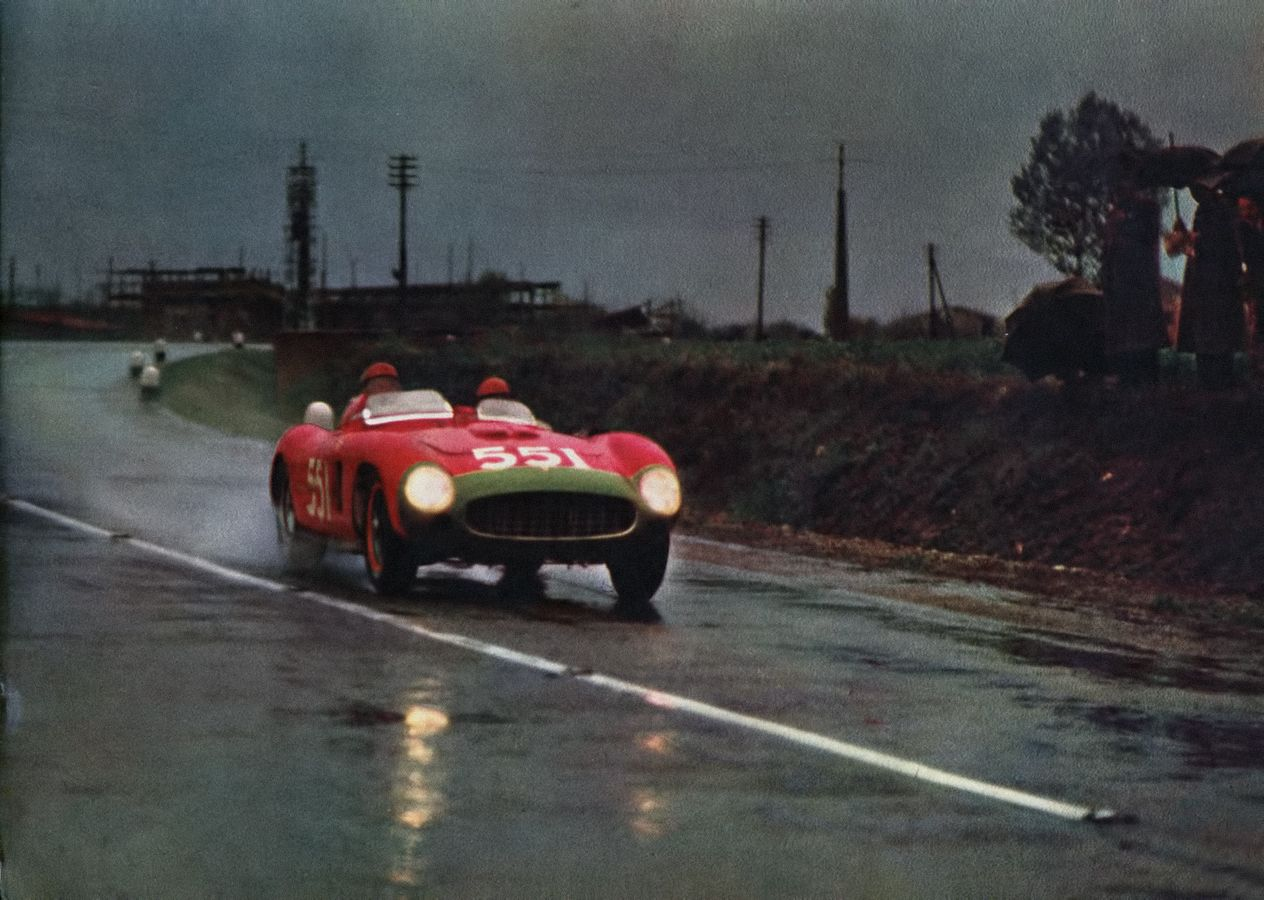
Mille Miglia 1956, Louis Klemantaski als Beifahrer von Peter Collins im Ferrari 860 Monza

Louis Klemantaski (* 12. Februar 1907 in Harbin; † 24. Juni 2001) war ein britischer Fotograf und Automobilrennfahrer.
Klemantaski wuchs als Sohn wohlhabender Eltern in der Mandschurei auf. Seine Mutter war Russin und sein Vater Niederländer mit polnischen Wurzeln, der in Hull seine Jugend verbracht hatte. Seine Eltern zogen nach Asien und kamen mit dem Import von Overland-Fahrzeugen in die Mandschurei zu Wohlstand. Im Alter von acht Jahren kam Klemantaski nach Europa, um seine Schulausbildung zu beginnen und lernte im selben Alter Autofahren und Fotografieren. Ende der 1920er Jahre begann er in der britischen Rennsportszene zu arbeiten. Er war Mechaniker bei Singer und begann selbst Autorennen zu fahren. Bis Anfang der 1930er-Jahre bestritt er Sportwagenrennen, ehe seine Rennkarriere nach einem schweren Unfall 1933 ein Ende fand. Dabei trug er eine Beinverletzung davon, die ihn an weiteren Renneinsätzen hinderte.
Daraufhin verlegte er sich ganz auf die Fotografie und wurde zu einem der innovativsten Motorsport-Fotografen vor dem Zweiten Weltkrieg. Er folgte dem Rennzirkus durch ganz Europa und fotografierte jedes Wochenende bei einem anderen Rennen. Er versuchte so nahe wie nur möglich an den fahrenden Rennwagen heranzukommen und schuf dabei eine Vielzahl an Aufnahmen.
Im Zweiten Weltkrieg diente er in einer britischen Spezialeinheit, die aus der Luft die Schäden, die durch Fliegerbomben ausgelöst wurden, fotografisch festhielt.
Nach dem Krieg arbeitete er als Porträt-Fotograf und schuf Meisterwerke von Margot Fonteyn und Igor Stravinsky. Aber seine Leidenschaft für den Motorsport ließ ihn nicht los und er begann wieder in der Szene zu fotografieren. Seine hervorragenden Arbeiten machten ihn zu einem vermögenden Mann, da von immer mehr Teambesitzern ganze Fotobücher bei ihm in Auftrag gegeben wurden.
In den 1950er-Jahren wurde er zu einem begehrten Beifahrer, der auch während der Fahrten Fotos schoss. Er war dreimal bei der Rallye Monte Carlo am Start und war 1956 und 1957 der Beifahrer von Peter Collins bei der Mille Miglia. 1956 errang das Duo den zweiten Platz und ein Jahr später verhinderte  ein technischer Defekt den Sieg. Bereits 1953 hatte er als Beifahrer von Reg Parnell auf einem Aston Martin DB3 den fünften Platz erreicht.
Klemantaski war ein großer Weinkenner und Feinschmecker, der bei jedem großen Rennen sein Lieblingsrestaurant hatte. 1997 war er Ehrengast der Scuderia Ferrari bei der Mille Miglia, die in den 1990er-Jahren als Veranstaltung für historische Rennfahrzeuge wiederbelebt wurde. Die letzten Jahre seines Lebens verbrachte er mit seiner Frau in der kleinen Ortschaft Coombe Hay, in der Nähe von Bath.